# Attila (zoologia)
Attila Lesson, 1831 è un genere di uccelli passeriformi della famiglia Tyrannidae.

## Tassonomia
Il genere Attila comprende le seguenti specie:
- Attila phoenicurus Pelzeln, 1868
- Attila cinnamomeus (Gmelin, 1789) - attila color cannella
- Attila torridus Sclater, 1860
- Attila citriniventris Sclater, 1859
- Attila bolivianus Lafresnaye, 1848
- Attila rufus (Vieillot, 1819)
- Attila spadiceus (Gmelin, 1789)